# Hafalgesi
Hafalgesi (latin: haphalgesia) är en medicinsk term för en störd smärtupplevelse vid beröring av huden, när stimuli som normalt inte ska smärta gör ont. Hafalgesi har traditionellt uppfattats som ett symtom på hysteri. Hafalgesi är en variant av hyperalgesi, begränsad till huden.